# Kırkışla, Cihanbeyli
Kırkışla là một xã thuộc huyện Cihanbeyli, tỉnh Konya, Thổ Nhĩ Kỳ. Dân số thời điểm năm 2011 là 941 người.